# Batovo, Ucraina
Batovo (în ucraineană Батьово) este o așezare de tip urban din raionul Bereg, regiunea Transcarpatia, Ucraina. În afara localității principale, nu cuprinde și alte sate.

## Demografie
Componența lingvistică a așezării de tip urban Batovo
     Maghiară (64,64%)
     Ucraineană (32,85%)
     Rusă (2,02%)
     Alte limbi (0,29%)
Conform recensământului din 2001, majoritatea populației așezării de tip urban Batovo era vorbitoare de maghiară (64,64%), existând în minoritate și vorbitori de ucraineană (32,85%) și rusă (2,02%).